# Die Reklamation
Die Reklamation (Reklamace) je první album německé hudební skupiny Wir sind Helden (My jsme hrdinové), vydané 7. července 2003. Bezprostředně po vydání dosáhlo 6. místa v německých hitparádách alb a postupně vystoupalo až na druhé místo. Die Reklamation patří ještě dnes k nejprodávanějším německým albům vůbec a stalo se dvakrát platinovým. V Rakousku dosáhlo 3. a ve Švýcarsku 38. místa v hitparádě.
V roce 2004 vyšlo album v nové verzi s červeným titulním obrázkem a bonusovým DVD, které se dalo koupit i samostatně.

## Seznam skladeb

### CD
1. Ist das so? (Je to tak?) - 3:04
2. Rüssel an Schwanz (Chobot u ocasu) - 4:54
3. Guten Tag (Dobrý den) - 3:35
4. Denkmal (Pomník) - 3:18
5. Du erkennst mich nicht wieder (Už mě nepoznáváš) - 4:56
6. Die Zeit heilt alle Wunder (Čas zhojí všechny zázraky) - 4:09
7. Monster (Příšera) - 3:48
8. Heldenzeit (Hrdinské časy) - 4:24
9. Aurélie (Aurélie) - 3:33
10. Müssen nur wollen (Musíme jen chtít) - 3:35
11. Ausser dir (Kromě tebe) - 3:41
12. Die Nacht (Noc) - 4:18

### Bonusové DVD
1. Wir sind's, Helden (Rozšířená verze dokumentace)
2. Die Zeit heilt alle Wunder (Krátký film)
3. Guten Tag (Die Reklamation) (Hudební video)
4. Müssen nur wollen (Hudební video)
5. Aurélie (Hudební video)
6. Denkmal (Hudební video)

## Singly
| Rok  | Titul             | Umístění v žebříčku | Umístění v žebříčku | Umístění v žebříčku |
| Rok  | Titul             | DE                  | AT                  | CH                  |
| ---- | ----------------- | ------------------- | ------------------- | ------------------- |
| 2003 | Guten Tag         | 53                  | -                   | -                   |
| 2003 | Müssen nur wollen | 57                  | -                   | -                   |
| 2003 | Aurelie           | 47                  | -                   | -                   |
| 2004 | Denkmal           | 26                  | 41                  | -                   |

### Guten Tag
1. Guten Tag (Die Reklamation) - 3:36
2. Guten Tag (Ich bin Jean) - 4:22
3. Die Zeit heilt alle Wunder (Homerecording, Extended Aaaaaargh-Version) - 4:45
4. Guten Tag (Video)
5. Guten Tag (Making Of)

### Müssen nur wollen
1. Müssen nur wollen - 3:35
2. Ist das so? (live bei XXL-Subworld) - 4:35
3. Kompass - 3:22
4. CD-Rom (u.a. Musikvideo und Making Of)

### Aurélie
1. Aurélie (die Deutschen flirten sehr subtil) - 3:24
2. Streichelzoo - 3:40
3. Replikanten - 3:19
4. CD-Rom

### Denkmal
1. Denkmal - 3:15
2. Heldenzeit (Live) - 4:42
3. Streichelzoo (Live) - 3:38
4. Du erkennst mich nicht wieder (Live) - 5:12
5. CD-Rom